# カリフォルニア州北部医科大学医学部
カリフォルニア州北部医科大学医学部 (カリフォルニアしゅうほくぶいかだいがくいがくぶ、California Northstate University College of Medicine）はカリフォルニア州北部サクラメント郡エルクグローブに本部を置くアメリカの私立大学である。
2015年に設立された。2013年8月にWASCの承認を、2015年6月に医学教育協議会（LCME）の予備承認を得た。 LCMEは医学博士（M.D.）を付与する医学教育機関の認定を担っている。LCMEの認定を受けている営利医学教育機関は二つしかなく、その内の一つである。現在の学部長はジョセフシルバ（MD）。 第1期生60名は2015年8月に就学した。